# Everything is A-OK
Everything Is A-OK est le cinquième album studio du groupe de rock alternatif australien Violent Soho, sorti le 3 avril 2020 par I Oh You et Pure Noise Records.

## Historique
Le groupe présente l'album en avant-première via une séance de questions-réponses en direct sur Facebook et YouTube. L'album est soutenu par six singles — « A-OK », « Vacation Forever », « Lying on the Floor », « Pick It Up Again », « Canada » et « Slow Down Sonic ». Everything Is A-OK fait ses débuts au sommet du classement des albums australiens le 11 avril 2020, devenant le deuxième album numéro un de Violent Soho en Australie (après Waco en 2016 ). 
Aux ARIA Music Awards 2020, l'album reçoit trois nominations : pour le meilleur album rock, l'ingénieur du son de l'année (pour Greg Wales) et la meilleure pochette (pour Luke Henery).

## Réception critique
Emily Blackburn de The Music estime que l'album est « musicalement dynamique » et déclare que le « groupe de rock de Brisbane change constamment de rythme ». Les critiques sont bonnes mais parfois mitigées,,.

## Liste des pistes
| Everything Is A-OK track listing | Everything Is A-OK track listing | Everything Is A-OK track listing | Everything Is A-OK track listing | Everything Is A-OK track listing | Everything Is A-OK track listing | Everything Is A-OK track listing | Everything Is A-OK track listing | Everything Is A-OK track listing | Everything Is A-OK track listing |
| No                               | Titre                            | Durée                            |                                  |                                  |                                  |                                  |                                  |                                  |                                  |
| -------------------------------- | -------------------------------- | -------------------------------- | -------------------------------- | -------------------------------- | -------------------------------- | -------------------------------- | -------------------------------- | -------------------------------- | -------------------------------- |
| 1.                               | Sleep Year                       | 3:27                             |                                  |                                  |                                  |                                  |                                  |                                  |                                  |
| 2.                               | Vacation Forever                 | 4:28                             |                                  |                                  |                                  |                                  |                                  |                                  |                                  |
| 3.                               | Pick It Up Again                 | 3:10                             |                                  |                                  |                                  |                                  |                                  |                                  |                                  |
| 4.                               | Canada                           | 3:29                             |                                  |                                  |                                  |                                  |                                  |                                  |                                  |
| 5.                               | Shelf Life                       | 3:31                             |                                  |                                  |                                  |                                  |                                  |                                  |                                  |
| 6.                               | Slow Down Sonic                  | 3:45                             |                                  |                                  |                                  |                                  |                                  |                                  |                                  |
| 7.                               | Lying on the Floor               | 3:23                             |                                  |                                  |                                  |                                  |                                  |                                  |                                  |
| 8.                               | Easy                             | 3:11                             |                                  |                                  |                                  |                                  |                                  |                                  |                                  |
| 9.                               | Pity Jar                         | 3:10                             |                                  |                                  |                                  |                                  |                                  |                                  |                                  |
| 10.                              | A-OK                             | 2:43                             |                                  |                                  |                                  |                                  |                                  |                                  |                                  |
| 34:17                            |                                  |                                  |                                  |                                  |                                  |                                  |                                  |                                  |                                  |

## Personnel
Adapté des notes de pochette de l'album :

### Musiciens
Violent Soho
- James Tidswell — guitare (1–10)
- Michael Richards — batterie (1–10)
- Luke Boerdam — guitare, chant (1–10)
- Luke Henery — basse (1–10)

### Technique
- Greg Wales — production (1–10)
- Will Yip — mixage (1–10)
- Ryan Smith — mastering (1–10)

### Travail artistique
- Rick Froberg — art
- Ian Laidlaw — photos
- Luke Henery — photos

## Graphiques

### Classements de ventes
| Graphique (2020)                     | Position |
| ------------------------------------ | -------- |
| Albums d'artistes australiens (ARIA) | 49       |